# Distretto di Magdalena del Mar
Il distretto di Magdalena del Mar (spagnolo: Distrito de Magdalena del Mar) è un distretto del Perù che appartiene geograficamente e politicamente alla provincia e dipartimento di Lima.